# Wellendorf (Hilter)
Wellendorf ist ein Ortsteil der Gesamtgemeinde Hilter am Teutoburger Wald im Landkreis Osnabrück in Niedersachsen mit etwa 1500 Einwohnern.
Bis 1972 war Wellendorf Teil der Gemeinde Borgloh. Sie wurde im Zuge der Kreisreform ein Teil von Hilter.

## Geographie
Wellendorf liegt zwischen der A 33 im Osten und dem Flüsschen Düte im Süden und Westen. Die Iburger Straße und die Rothenfelder Straße/Osnabrücker Straße (K 347) teilen den Ort in drei Segmente.
Im Umfeld liegen 
| Nordwesten: Kloster Oesede Georgsmarienhütte | Norden:            | Nordosten: Bissendorf |
| Westen: Am Musenberg Georgsmarienhütte       |                    | Osten: Ebbendorf      |
| Südwesten: Brannenheide Georgsmarienhütte    | Süden: Hankenberge | Südosten: Eppendorf   |

Es gibt an der Pfarrkirche St. Barbara einen gemeindeeigenen Kindergarten sowie eine Grundschule und eine Haltestation an der Bahnstrecke Osnabrück–Brackwede (-Bielefeld, „Haller Willem“). Diese Schienenverbindung verläuft im Tal der Düte.